# 褐小卷蛾属
褐小卷蛾属（学名：Antichlidas）是卷蛾科下的一个属。

## 下属物种
本属包括以下物种：
- 深褐小卷蛾 Antichlidas holocnista Meyrick, 1931